# Karl Jakob Theodor Leybold
Pour les articles homonymes, voir Leybold.

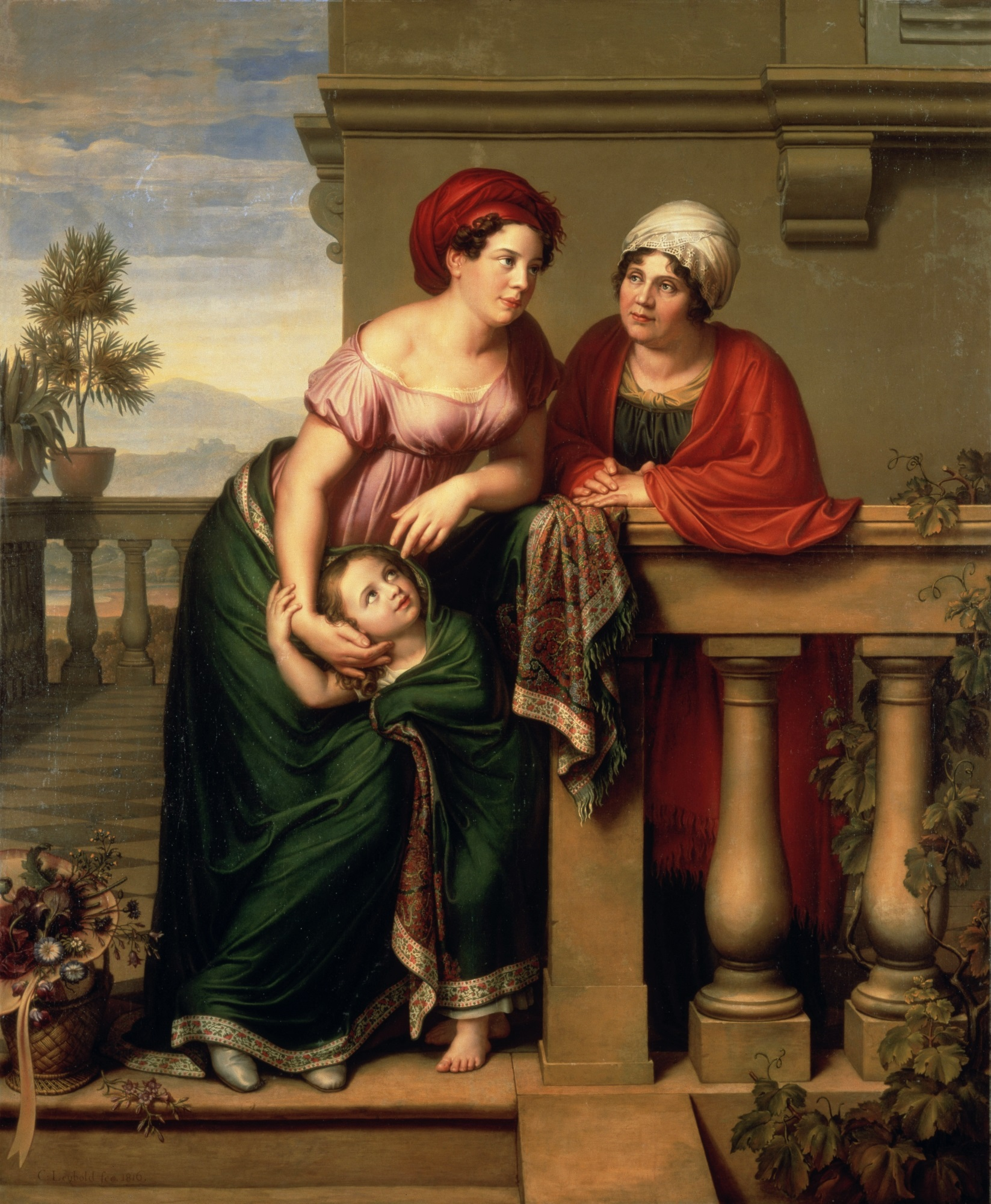
La famille de l'actrice

Karl Jakob Theodor Leybold, né le 19 mars 1786 à Stuttgart et mort le 20 juillet 1844 dans la même ville, est un peintre, graveur et lithographe wurtembergeois.

## Biographie
Il est le fils du miniaturiste et graveur sur cuivre Johann Friedrich Leybold. Son père enseigne également la gravure à Vienne. C'est dans cette ville, à l'Académie des Beaux-Arts, que Karl reçoit sa formation artistique. L'un des associés de son père, Eberhard von Wächter, a une grande influence sur le choix de ses sujets et de son style.
En 1807, grâce à une bourse du mécène et collectionneur d'art, le comte Moritz von Fries, il peut se rendre à Rome, où il étudie et travaille jusqu'en 1814. Puis, après quelques années supplémentaires à Vienne, où il gagne sa vie en peignant des portraits, il retourne à Stuttgart en 1821, où il est ensuite professeur à l'Académie des beaux-arts de l'État (à partir de 1829), et inspecteur à l'ancienne Staatsgalerie. (à partir de 1842). Il a été nommé membre honoraire de l'Académie de Vienne en 1836.
Sa représentation de 1826 de Charon est personnellement saluée par Goethe.
Trois de ses frères sont également des artistes : Eduard Friedrich, Heinrich Gustav Adolf et Rudolf Moritz. L'une de ses sœurs épouse le peintre paysagiste Gottlob Friedrich Steinkopf, qui avait étudié avec son père.